# Valdunquillo
Valdunquillo is een gemeente in de Spaanse provincie Valladolid in de regio Castilië en León met een oppervlakte van 30,80 km². Valdunquillo telt 147 inwoners (1 januari 2016).

## Demografische ontwikkeling
Bron: INE, 1857-2011: volkstellingen